# Vladimir Prelog
Vladimir Prelog (n. 23 iulie 1906, Sarajevo, Condominiul Bosniei și Herțegovinei – d. 7 ianuarie 1998, Zürich, cantonul Zürich, Elveția) a fost un chimist elvețian de origine croată, laureat al Premiului Nobel pentru chimie (1975).